# ویلیام بی. دیویس
ویلیام بی. دیویس (انگلیسی: William B. Davis؛ زاده ۱۳ ژانویهٔ ۱۹۳۸) یک هنرپیشه اهل کانادا است.